# Limnaecia platychlora
Limnaecia platychlora là một loài bướm đêm thuộc họ Cosmopterigidae. Nó được tìm thấy ở Úc.